# Hilus

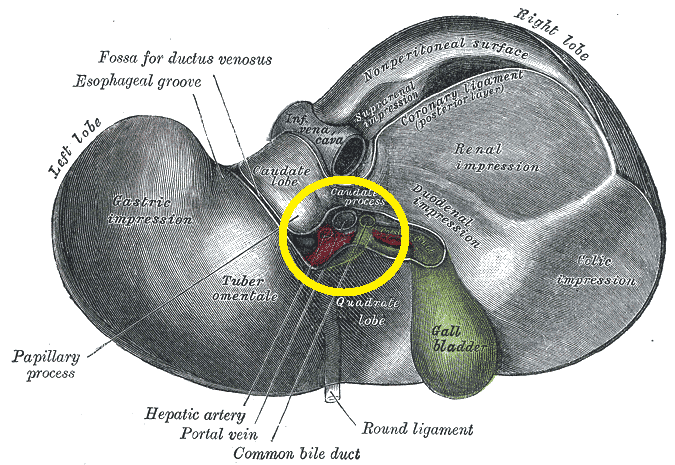
Hilum på levern.

Hilus eller hilum betecknar inom anatomin en nedsänkning eller grop på ett organ där olika strukturer som blodkärl och nerver är fästa eller tränger in. Ett exempel är hilum renale som på svenska kallas njurporten.